# Cherry, Arizona
Cherry este un oraș-fantomă, actualmente o localitate cu case de vacanță, fostă localitate minieră din centrul comitatului Yavapai, statul Arizona, Statele Unite, situat între orașele Dewey și Camp Verde, aflat la altitudinea de 1.586 m (sau 5,143 feet). 

## Istoric
Oficiul poștal din Cherry a fost fondat la 3 martie 1884 și dezmembrat la 15 martie 1943.  Printre cele mai cunoscute mine  din zonă se numără și minele cunoscute ca Federal, Bunker, Sunnybrook, Logan și Gold Bullion.    În timpul maximei sale expansiuni, aproximativ 400 de persoane locuiau și lucrau în localitatea minieră.  Actualmente, Cherry este o mică comunitate, care este predominant o destinație pentru pensionari și/sau oameni aflați în vacață.  Un anumit număr de clădiri originare sunt încă în stare de funcționare.  Cimitirul localității, fondat în 1886, conține mai multe morminte din ultimele două decenii ale secolului 19 și din primele decenii ale secolului 20.

## Geografie
- Google Maps -- plasamentul localității în comitatul Yavapai.